# Сен-Поль-ле-Монестье
Сен-Поль-ле-Монетье (фр. Saint-Paul-lès-Monestier) — коммуна во Франции, находится в регионе Рона — Альпы. Департамент коммуны — Изер. Входит в состав кантона Матезин-Триев. Округ коммуны — Гренобль.
Код INSEE коммуны — 38438. Население коммуны на 1999 год составляло 220 человек. Населённый пункт находится на высоте от 515  до 1 800  метров над уровнем моря. Муниципалитет расположен на расстоянии около 510 км юго-восточнее Парижа, 115 км юго-восточнее Лиона, 30 км южнее Гренобля. Мэр коммуны — Jean-Paul Chion, мандат действует на протяжении 2001—2008 гг.
Динамика населения (INSEE):